# Acemya rufitibia
Acemya rufitibia là một loài ruồi trong họ Tachinidae.